# Jean-Manuel Costa
Pour les articles homonymes, voir Costa.
Jean Manuel Costa est un réalisateur français de court-métrage et spécialiste de l'animation en stop motion.
Après deux Césars du court métrage, Jean-Manuel Costa poursuit sa carrière en tant que réalisateur au sein de sa maison de production Cinémagic.
En 1999 il enseigne l'animation à Eicar Paris sous la direction de Jean-Paul Vuillin et Christina Reid puis, en novembre 2003, il enseigne à Eicar-Cherbourg .
Trois ans après, l'établissement ferme ses portes en septembre 2006, à la suite de sa mise en liquidation judiciaire.
En 2006, il devient le directeur de l'école de cinéma Institut des métiers du cinéma de Normandie (IMC Normandie) où il enseigne l'animation et les effets spéciaux.
Cette école a cessé son activité en septembre 2010 n'attirant pas assez d'étudiants et trop de "difficultés administratives".
Il poursuit sa carrière en participant à divers films documentaires réalisés par Vincent Pouchain (Ma vie dessinée, La Brigade Piron :le pont de l'union, Luciel Rudaux l'éclipsé). Il contribue également à la réalisation de bonus pour la réédition en bluray de divers films sous la direction d' Alexandre Jousse...

## Filmographie partielle

### Réalisateur
- 1981 : La Tendresse du maudit, court-métrage (César du film d'animation en 1982, Prix du court-métrage à Avoriaz en 1981)
- 1983 : Le Voyage d'Orphée, court-métrage (César du film d'animation en 1984)
- 1991 : Un amour d'Hoffmann, court-métrage
- 1992 : La Ballerine et le Ramoneur, court-métrage
- 1993 : Histoire de papier, court-métrage (Prix du public au festival des Nuits magiques de Pessac)

### Effets spéciaux
- 1982 : Générique Temps X
- 1983 : Réalisation avec son frère Alain des effets spéciaux du film "Hercules 2" de Luigi Cozzi
- 1989 : J'écris dans l'espace, Omnimax (pour la Cité des Sciences)

### Productions et coproductions
- La vache qui voulait sauter par-dessus l'église de Guillaume Casset (Lardux Production)
- Les Plugs de Frédéric Espinasse (Lardux Production)
- La Morte de Stéphanie Vasseur (Cinemagic Production)